# Joseph Brayard
Pour les articles homonymes, voir Brayard.
Joseph Brayard, né le 31 mars 1901 à Vescours (Ain) et mort le 3 juillet 1972 à Reyssouze (Ain), est un homme politique français. 

## Détail des fonctions et des mandats
Mandats parlementaires
- 26 avril 1959 - 23 septembre 1962 : sénateur de l'Ain
- 23 septembre 1962 - 1er octobre 1971 : sénateur de l'Ain